# Новая Земля (шхуна)
«Но́вая Земля́» — двухмачтовая шхуна Беломорской флотилии Российской империи, находившаяся в составе флота с 1838 по 1839 год, первая из двух шхун одноимённого типа. Шхуна строилась специально для участия в научной экспедиции к архипелагу Новая Земля, во время завершения которой погибла в Старцевой губе.

## Описание судна
Парусная двухмачтовая шхуна, одна из двух шхун одноимённого типа. Длина шхуны между перпендикулярами по сведениям из различных источников составляла от 11,89 до 11,9 метра, ширина без обшивки от 3,35 до 3,4 метра, осадка — 1,14 метра, а глубина интрюма — 1,4 метра. Вооружение шхуны состояло из двух орудий, экипаж включал 15 человек.
Одно из трёх парусных судов российского флота, носивших это наименование, также в составе Беломорской флотилии несли службу два одноимённых брига 1819 и 1845 годов постройки.

## История службы
Шхуна «Новая Земля» была заложена на Соломбальской верфи 9 (21) февраля 1838 года и после спуска на воду 21 мая (2 июня) 1838 года вошла в состав Беломорской флотилии России. Строительство вёл корабельный мастер полковник В. А. Ершов.
В 1838—1839 годах «Новая Земля» вместе с шхуной «Шпицберген» участвовала в научной экспедиции прапорщика Корпуса флотских штурманов Августа Цивольки к архипелагу Новая Земля. «Новой Землёй» командовал сам А. К. Циволька, а «Шпицбергеном» — С. А. Моисеев. Шхуны вышли в море из Архангельского порта 27 июня (9 июля) 1838 года. Они шли разными маршрутами, поэтому «Шпицберген» пришёл к архипелагу раньше. «Новая Земля» бросила якорь у острова Ярцова 18 (30) июля. В течение нескольких дней проводился ремонт судна и 22 июля (3 августа) поход продолжился, но вскоре шхуна села на мель около острова Подрезов. Чтобы облегчить судно, пришлось выбросить за борт ценный груз: фальконеты, бочки с водой и провизию, а также часть балласта. 4 (16) августа шхуна вошла в губу Мелкая на юго-западе северного острова Новой Земли. Судно было вытащено на берег для зимовки, а участники экспедиции приступили к наблюдениям.
Во время зимовки руководитель экспедиции А. К. Циволька заболел цингой и 16 (28) марта 1839 года умер. С. А. Моисеев заменил его на посту начальника экспедиции, а командиром шхуны стал Г. С. Рогачёв.
23 июня (5 июля) 1839 года шхуна «Новая Земля» была вновь спущена на воду и 13 (25) июля вышла из залива. До 25 августа (6 сентября) была осуществлена опись западных берегов архипелага в районе пролива Костин Шар до мыса Чёрный, после этого шхуна легла на обратный путь в Архангельск. 31 августа (12 сентября) судно вошло в Белое море, а 3 (15) сентября сильный ветер вынул шхуну зайти в Старцеву губу. На следующий день 4 (16) сентября командиром было принято решение укрыться в бухточке, однако около полудня при подъёме якоря шхуну крепким ветром бросило на подводную скалу, после чего её корпус переломился и она затонула. Во время крушения экипажу в полном составе удалось спастись и к 19 (31) октября добраться в Архангельск на промысловым судне. По результатам расследования крушения командир Г. С. Рогачёв был оправдан.

## Командиры шхуны
Командирами парусной шхуны «Новая земля» в составе Российского императорского флота в разное время служили:
- прапорщик Корпуса флотских штурманов А. К. Циволька (с 1838 года до 16 (28) марта 1839 года)[12];
- кондуктор Корпуса флотских штурманов Г. С. Рогачёв (с 16 (28) марта 1839 года до 19 (31) октября 1839 года)[9][13].